# Laudakia stoliczkana
Laudakia stoliczkana är en ödleart som beskrevs av  Blanford 1875. Laudakia stoliczkana ingår i släktet Laudakia och familjen agamer.

## Underarter
Arten delas in i följande underarter:
- L. s. altaica
- L. s. stoliczkana